# 夏日忧伤

## Chemtrails over the Country Club
夏日忧伤是美国创作歌手拉娜·德雷推出的一首谣曲，拉娜·德雷第二张录音室专辑向死而生收錄了這首歌。这首谣曲于2012年6月22日由新視鏡唱片发行。 2013年春天，Summertime Sadness在波兰、乌克兰和亚美尼亚當地的唱片排行榜上名列第一，在奥地利、保加利亚、德国、希腊、卢森堡和瑞士均名列前十。 2021年9月，这首歌在滚石杂志五百大歌曲中名列第456位。 这首歌的音乐视频講述的是一对情侣（分別由拉娜·德雷和女演员潔米·金扮演）最終跳樓自杀的故事。